# Списък на политическите партии в Сърбия
Сърбия има многопартийна система.

## Парламентарно представени партии
| Партия/коалиция                                                                         | Места в парламента (2016) | Идеология                        |
| --------------------------------------------------------------------------------------- | ------------------------- | -------------------------------- |
| Сърбия побеждава Сръбска прогресивна партия Социалдемократическа партия на Сърбия други | 96 10 25                  | Консерватизъм Социалдемокрация – |
| Единствена Сърбия Социалистическа партия на Сърбия други                                | 20 9                      | Демократически социализъм –      |
| Сръбска радикална партия                                                                | 22                        | Национализъм                     |
| Достатъчно                                                                              | 16                        | Либерализъм                      |
| За справедлива Сърбия Демократическа партия други                                       | 13 3                      | Социалдемокрация –               |
| Двери Демократическа партия на Сърбия други                                             | 6 7                       | Национален консерватизъм –       |
| Съюз за по-добра Сърбия Социалдемократическа партия други                               | 5 8                       | Социалдемокрация –               |
| други                                                                                   | 10                        |                                  |

## Извънпарламентарни партии
- Нова Сърбия

## Закрити партии
- Заедно за Шумадия
- Партия на сръбското единство
- Югославска комунистическа партия